# Those Awful Hats
Those Awful Hats és una pel·lícula muda de la Biograph i dirigida per D.W. Griffith i protagonitzada per Mack Sennett i Flora FInch. Es va estrenar el 25 de gener de 1909.

## Argument
En una sessió de nickleodeon els espectadors es veuen molestats per l’arribada d’un cavaller amb jaqueta a quadres i barret de copa que es dirigeix en veu alta al públic, discuteix amb ells i intenta asseure’s a diferents llocs. Un cop s’ha instal·lat, l’arribada d’un seguit de dames amb barrets cada cop més grans i guarnits amb flors que s’instal·len a la primera fila bloquejant la pantalla desperta de nou la ira del públic. De cop baixa del sostre una gran pinça excavadora que s’enduu el barret d'una dona. Quan una altra dama es nega a treure’s un barret encara més cridaner apareix la pinça excavadora de nou i se la enduu a ella. La pel·lícula acaba amb un títol en que demana a les dones que es treguin el barret.

## Repartiment
- Mack Sennett (Home amb jaqueta a quadres)
- Flora Finch (espectadora amb el barret més gran)
- Linda Arvidson (espectadora)
- John R. Cumpson (espectador)
- George Gebhardt (espectador)
- Robert Harron (espectador)
- Anita Hendrie (espectadora)
- Charles Inslee (espectador)
- Arthur V. Johnson (espectador)
- Florence Lawrence (espectadora)
- Gertrude Robinson (espectadora)
- Dorothy West (espectadora)